# Movimento Patriótico Arubano
El Movimento Patriótico Arubano (abreviado, MPA) fue un partido político en Aruba formado por disidentes del Partido Patriótico Arubano. En las elecciones del 23 de septiembre de 2005, el partido obtuvo 7% del voto popular y uno de 21 escaños. El partido perdió su único escaño en las elecciones generales de 2009.